# Gucheng, Hengshui
Gucheng, även romaniserat Kucheng, är ett härad som lyder under Hengshuis stad på prefekturnivå i Hebei-provinsen i norra Kina.